# 悪の法則
『悪の法則』（あくのほうそく、原題：The Counselor）は、リドリー・スコット監督、小説家のコーマック・マッカーシー脚本による2013年のスリラー映画。出演はマイケル・ファスベンダー、ブラッド・ピット、キャメロン・ディアス、ペネロペ・クルス、ハビエル・バルデムらである。物語は、問題を抱えたシウダー・フアレスとテキサスの国境地帯を中心に展開し、テーマとして欲、死、そして人間の原始的本能とそれらの結果を扱っている。また、本作ではニーチェが唱えた、善対悪、獲物対ハンター、道徳外などを色濃く扱っている。
タイトルの「counselor」は、英米法（コモン・ロー）における「法廷弁護士」を意味するが、アメリカの司法制度では法廷弁護士と事務弁護士は基本的には区分されておらず、日常語としては単に「法律顧問」の意味で用いられることが多い。
刺激的に強い殺傷出血、肉体損壊、性愛描写と麻薬喫煙の描写が含まれているため、映倫でR15+指定になった。

## あらすじ
有能な弁護士である”カウンセラー”と呼ばれる男と彼の恋人のローラがベッドでいちゃついている。そのころ自動車工場では、ドラム缶に入れたコカインをバキュームカーに隠す作業が行われた後、バキュームカーはデザート・スター下水処理会社に向けて出発した。カウンセラーは、仕事と偽ってアムステルダムに行くが、実際の目的はローラのために宝石商から婚約指輪を購入するためだった。アメリカに戻ったカウンセラーは、友人の実業家ライナーと彼の愛人マルキナが所有するペントハウスのパーティに参加し、ライナーから「ボリート」という、首を締め付け切断する殺人装置について聞く。そして、以前ライナーから勧められていた麻薬ビジネスを一回限りでやることにしたカウンセラーは、ライナーの経営するレストランでローラにプロポーズし、彼女はそれを受け入れた。後日カウンセラーは、ライナーから紹介された麻薬の仲買人ウェストリーに会い、取引の利益率が4,000%であることなどを聞く。
そしてウェストリーは、取引に関わるメキシコの麻薬カルテルが、特に弁護士に対して容赦ないとカウンセラーに警告する。カウンセラーは、裁判所の任命で、公選弁護人として弁護を担当している、殺人罪により収監中のルースに面会する。そこでルースから、スピード違反で拘留されたバイカーである息子の保釈を頼まれる。保釈を約束したカウンセラーは、開店準備中のナイトクラブを訪れ、ライナーからマルキナがフェラーリとセックスした話を聞く。その後、カウンセラーによって保釈されたバイカーだったが、取引するブツを取りにいくためバイクで走行中に、ワイヤーマンが道に張ったワイヤーで首を刎ねられて殺され、ブツを隠したバキュームカーを奪われてしまう。
ウェストリーからホテルのカフェに呼び出されたカウンセラーは、保釈させたバイカーが、グリーン・ホーネットと呼ばれる組織の運び屋だったことや、彼とつながりがあったことで組織はカウンセラーがブツを盗んだと思い、カウンセラーたちを狙っていることを知らされる。ウェストリーは、スナッフフィルムの事を話し、隠れることを勧める。

## キャスト
カウンセラー
演 - マイケル・ファスベンダー、日本語吹替 - 東地宏樹
テキサス州に住む若く有能な弁護士。名前が作中で明かされることはない。
ローラと付き合っており、順風満帆な人生を送っていたが、ローラに内緒で婚約指輪を購入するために、軽い気持ちでライナーから勧められていた麻薬ビジネスに手を染める。取引が危険だと警告されながらも本気にせず、自分なら大丈夫だと考えるなど若干傲慢な人物。
ローラ
演 - ペネロペ・クルス、日本語吹替 - 本名陽子
カウンセラーの恋人。
教会に通っている。フライトアテンダントをしており、カウンセラーを心から愛している純真で知性的な女性。
マルキナ
演 - キャメロン・ディアス、日本語吹替 - 田中敦子
元ダンサーでライナーの愛人。
ミステリアスな女性で、道徳心が欠如しており、人の気持ちを理解することができない。
背中から左肩にかけて、ヒョウ柄のタトゥーを入れている。ライナーとともに、シルヴィアとラウールという名の2匹のチーターを飼い、荒野で野うさぎ狩りをさせている。
ライナー
演 - ハビエル・バルデム、日本語吹替 - 江原正士
カウンセラーの友人でレストランやナイトクラブなどの経営で成功している実業家。
派手好きで、ガラス張りの豪邸にマルキナと住んでいる。カウンセラーとナイトクラブを共同経営する予定で、その前に彼と共に麻薬ビジネスを始める。「わからない」とよく口にし、物事を深く知ろうとしない。
ウェストリー
演 - ブラッド・ピット、日本語吹替 - 山寺宏一
麻薬ビジネスのブローカーで、ライナーとは旧知の仲。
何事にも冷静な男で裏社会を知り尽くしており、カウンセラーに、『白いドレスの女』のセリフを引用しながら、彼がやろうとしている麻薬ビジネスの危険性を話し警告する。
宝石商
演 - ブルーノ・ガンツ、日本語吹替 - 清川元夢
アムステルダムで宝石商を営んでいる男性。ダイヤモンドに例えて、選択への警告をほのめかす。
へフェ
演 - ルーベン・ブラデス、日本語吹替 - 宝亀克寿
メキシコの有力者。カウンセラーに自分の選んだ運命を受け入れるよう諭す。
神父
演 - エドガー・ラミレス、日本語吹替 - 内田聡明
懺悔室の神父。カトリック教徒ではないマルキナに、告解はできないと話す。
ルース
演 - ロージー・ペレス、日本語吹替 - 水野ゆふ
殺人罪で収監されている女で、カウンセラーの依頼人。面会に来たカウンセラーに、息子のバイカーの釈放を頼む。
監視する女
演 - アンドレア・デック、日本語吹替 - 鍋井まき子
ワイヤーマンと共にバイカーの取引を監視している女。
ワイヤーマン（ジェイミー）
演 - サム・スプルエル、日本語吹替 - 相沢まさき
マルキナに雇われ、運び屋であるバイカーを殺し、ブツを隠したバキュームカーを奪う。
トニー
演 - トビー・ケベル、日本語吹替 - 川中子雅人
カウンセラーの元依頼人。彼に見捨てられたことを根に持っている。
バイカー
演 - リチャード・カブラル、日本語吹替 -  茂木たかまさ
通称グリーン・ホーネット。
ルースの息子で、ヤマハのYZF-R1に乗っている。麻薬カルテルに雇われたブツの運び屋。
トニーの彼女
演 - エマ・リグビー、日本語吹替 - 長尾雅世
バイヤー
演 - ディーン・ノリス、日本語吹替 - 浦山迅
麻薬のバイヤー。ランディらからブツを買う。
ランディ
演 - ジョン・レグイザモ、日本語吹替 - 北沢洋
つなぎの男。
バキュームカーを解体し、ブツを取り出す。ブツを運ぶついでに載せている、糞尿漬けの死体について説明する。
携帯の主
演 - ジャンニーナ・ファシオ、日本語吹替 - 仲村かおり
カウンセラーがスマートフォンを借りる女性。
ピストルの男
演 - アレハンドロ・マルツァル、日本語吹替 - 半田裕典
ライナーを連れ去ろうとする男。
ホテルのウェイター
演 - ジェラルド・モナコ、日本語吹替 - 鈴木佑治
カウンセラーに、伝言を確かめるよう頼まれる。
ブロンド女
演 - ナタリー・ドーマー、日本語吹替 - 鍋井まき子
マルキナに雇われ、ウェストリーにハニートラップを仕掛ける女。
マイケル
演 - ゴラン・ヴィシュニック、日本語吹替 - 相沢まさき
銀行家。マルキナの友人兼投資アドバイザーで、彼女と将来のプランについて話し合う。
クリス
演 - クリス・オービ、日本語吹替 - 西村太佑
ライナーのペントハウスの護衛。
2人目の男
演 - リチャード・ブレイク、日本語吹替 - 内田聡明
ワイヤーマンと共に行動している男。
偽警官1
演 - ヴェリボール・トピッチ、日本語吹替 - 田村真
警官になりすますが見破られ、撃たれて負傷しながらも、ワイヤーマンらを殺してバキュームカーを奪う。
ウェイトレス
演 - バーバラ・ダーキン、日本語吹替 - 葉瀬ふみの
ホテルのカフェで働いている、派手な女性。
カフェの主人
演 - マルコ・トゥーリオ・リナ・ラミレス、日本語吹替 - 荻沢俊彦
国境の町にあるカフェを経営する男性。
偽警官2
演 - Pablo Verdejo
偽警官だとばれて、2人目の男に射殺される。
運転手
演 - ドナ・エアー、日本語吹替 - 的場加恵
ロンドンに到着したウェストリーをホテルに送る。
作業員
演 - カルロス・フリオ・モリーナ、日本語吹替 - 三宅貴大
宝石商の秘書
日本語吹替 - 篠崎真実
競技場アナウンス
日本語吹替 - 前島貴志

## スタッフ
- 監督：リドリー・スコット
- 脚本：コーマック・マッカーシー[12]
- 製作：リドリー・スコット、ニック・ウェクスラー、ポーラ・メイ・シュワルツ、スティーヴ・シュワルツ
- 製作総指揮：マイケル・コスティガン、マーク・ハッファム、コーマック・マッカーシー、マイケル・シェイファー
- 撮影監督：ダリウス・ウォルスキー,A.S.C.
- プロダクションデザイナー：アーサー・マックス
- 編集：ピエトロ・スカリア,A.C.E.
- 衣裳デザイン：ジャンティ・イェーツ
- 音楽：ダニエル・ペンバートン
- 日本語字幕：松浦美奈、伊藤美和子（エクステンデッド版追加部分のみ）
- 吹替翻訳：野口尊子
- 吹替演出：中野洋志
- 吹替録音：川畑初、荒井真帆
- 録音スタジオ：スタジオ ユニ
- 吹替ミキシングスタジオ：サウンドファーム
- 吹替製作：ACクリエイト

## 製作

### プリプロダクション
2012年1月18日、以前にコーマック・マッカーシーの小説『ザ・ロード』を映画化したプロデューサーのニック・ウェクスラー、ポーラ・メイ・シュワルツ、スティーヴ・シュワルツらがマッカーシーによる『The Counselor』のスペック・スクリプトを購入したことが報じられた。1月31日、リドリー・スコットはいくつかの監督プロジェクトを抱えていたが、『プロメテウス』の次回作は『The Counselor』になる可能性が高いことが報じられた。2月9日、スコットが監督することが確定した。そのあとすぐ、『プロメテウス』にも出演したマイケル・ファスベンダーに『The Counselor』の話が持ちかけられていることが報じられた。2月21日、『Deadline』はファスベンダーが主役に決定したことを報じた。
2月24日、『Deadline』はジェレミー・レナー、ハビエル・バルデム、ブラッド・ピットらが『The Counselor』の悪役に興味を持っていることを報じた。3月8日、スコットがバルデムを最有力候補にしているがまだピットとレナーと競合中であり、さらにナタリー・ポートマンが主人公の婚約者のローラ役で協議中であることが報じられた。4月8日、ピットとバルデムがそれぞれウェストレー役とライナー役で契約したことが報じられた。
4月19日、『ハリウッド・リポーター』はヒロイン役でペネロペ・クルスが加わる可能性があることを報じた。その後すぐにクルスの出演が公式に発表され、後日役名がローラであることが明らかとなった。5月8日、『Twitch』は当初アンジェリーナ・ジョリーで構想されていたマルキナ役がキャメロン・ディアスに決定したことを報じた。
主演のマイケル・ファスベンダーはスケジュールが詰まっているため、スティーヴ・マックイーン監督の『それでも夜は明ける』を撮影終了し、その約一週間半後に本作の撮影に参加した。また、『プロメテウス』に続き今作がリドリー・スコット監督との2度目の仕事になるファスベンダーは、スコットから「すごい脚本があるんだけど、夕食をして話をしないか」と話され、渡された台本を読んで出演を決めたと話した。

### 撮影
主要撮影は2012年7月27日にイギリスのロンドンで開始された。他にスペイン、アメリカ合衆国でも撮影された。カメラはRED EPICが使用された。8月20日、リドリー・スコットの弟のトニー・スコットが急死し、彼はトニーの家族と共にロサンゼルスを訪れるために同週の撮影を中止した。スコットはその後ロンドンに戻り、9月3日から撮影が再開された。
本作はトニー・スコットに捧げられることが決定した。

### 衣裳
20世紀フォックスはジョルジオ・アルマーニとコラボレーションを行い、衣裳デザイナーのジャンティ・イェーツをサポートする形で、エンポリオ・アルマーニはマイケル・ファスベンダー、ジョルジオ・アルマーニはペネロペ・クルスが演じる登場人物のために衣裳を製作した。カウンセラーの服装は美しいスーツだが、後半は着替えなくなり、彼の世界が崩壊して行く様子を表したという。アルマーニに加え、トーマス・ワイルドのデザイナーであるポーラ・トーマスもキャメロン・ディアス演じるマルキナのために約15種類の衣裳を提供するなど作品に貢献した。イェーツは「脚本を読むまで、スコットが私を呼んだ理由がわからなかった」と述べ、「キャメロン演じるマルキナは、トーマス・ワイルドの要素をたくさん持っている。彼女は図太く、鋭くてモダンで、背景に溶け込むのではなく、見られたいと思っている」とも語った。ディアスはトーマス・ワイルドの衣裳がとても気に入り、冗談で登場シーンをもっと増やしてほしいと話したという。ファスベンダーは、「僕はファッションについてはかなり無知で、ジャージや快適な服装が好きだが、アルマーニは最初の『エンジェル』から良くしてくれた」と話し、「クラシカルなスタイルが一番好きだ」とも述べた。
ハビエル・バルデム演じるライナーのために、イェーツはほとんどをヴェルサーチでまとめたカラフルな衣裳を適用した。そしてデザイナーズ・アーカイブス所蔵のジャンニ・ヴェルサーチのヴィンテージシャツも合わせられ、さらにそれらの服装に合わせてマッチするサングラスも用意された。イェーツによると、彼の風貌はサントロペで休日を過ごす、いかがわしい億万長者風にしたという。バルデムの髪型は、俳優の意見と映画プロデューサーのブライアン・グレイザーの髪型からインスパイアされた。
ブラッド・ピットが演じるウェストリーには、監督のリドリー・スコットがカントリー歌手のハンク・ウィリアムズやジーン・オートリーが着ていた1950年代から60年代の切り替え布が付いた美しいカウボーイスーツにインスピレーションを得て、イェーツにカウボーイ風にするように言い、イェーツはアルマーニやヴェルサーチ、クリスチャン・ルブタンにウェストリーの服装を相談し、ステットソンのカウボーイハットや、ナバホジュエリー、イェーツ行きつけの仕立て屋のカウボーイスーツ、クロコダイル革のブーツなどを合わせた。

### 音楽
映画音楽はダニエル・ペンバートンが作曲した。ペンバートンはアビー・ロード・スタジオでフル・オーケストラのレコーディングを行い、その後自宅でギターの音を加えるなど仕上げを行った。
ペンバートンは「リドリーは、面白いものと変わったサウンドにとても反応した」と語り、作曲家と監督の関係について「変わったサウンドを作ることが好きな作曲家として、とてもわくわくした。くじけそうにもなったが、監督はとても協力してくれて、彼もこの試みに意気込んでいた。自分が思っていたよりも、監督が作業を大分怖くないものにしてくれた」と述べた。
サウンドトラックアルバムは、2013年10月22日にデジタル先行配信され、11月11日にミラン・レコーズからCDリリースされた。

## 評価

### 批評家の反応
批評家の反応は賛否に別れた。Rotten Tomatoesでは218件のレビューで支持率は33%、平均点は4.9/10となった。またMetacriticでは42件のレビューで加重平均値は48/100となった。
否定的なレビュー
- ハリウッド・リポーターのトッド・マッカーシー「僕は好きじゃないし満足もできない映画。とても暗いエンディングだ。製作陣は素晴らしい才能を浪費しているし、憂鬱な感覚だけが残る」[42]。
- ロサンゼルス・タイムズ「ダイヤモンドのように冷たく・堅苦しく・魂の込もっていない脚本であり、『悪の法則』はとてもいやなビジネスの産物だ」[43]。
- バラエティのピーター・デブラグはコーマック・マッカーシーの脚本について「最初の脚本はほぼ対話だったが、組み換えがまずかったせいで、非常について行きづらいひどいストーリーになった」と批評した[44]。

肯定的なレビュー
- シカゴ・サンタイムズのリチャード・ローパー「監督のリドリー・スコットと脚本のコーマック・マッカーシーは、ふいに現れる衝撃的なバイオレンスをセクシーさと交差させ、"ある男の貪欲な行為による取り返しのつかない結果"というテーマでシェークスピアのように洗練された豊かな感触の物語をつくった。すごく素晴らしいひと時だ」[45]。
- ニューヨーク・タイムズのマノーラ・ダーギス「マッカーシー氏は"脚本の書き方マニュアル"を読んだことが一度も無いようだ。これは褒め言葉だ」[46]。
- BBCの映画レビュー番組『en:Film 2013』のダニー・リーは本作を賞賛し、「真のスターは脚本だ。この作品は"リドリー・スコットの映像付きコーマック・マッカーシーのオーディオブック"である。夜みたいに黒く、心を奪う天才的な作品だ」と評した。彼はキャメロン・ディアスの演技を賞賛しており、否定的なレビューについては「我々みんなが鼻であしらい・嘲笑し・ひどいと思い、批評家がその作品を忌み嫌ったので誰も見に行かなかったのに、40年後にテレビでその作品が放送されるとみんなが"なんて傑作だ!"などと言ってしまうような作品が映画史にはあふれてるよ」と話した[47]。
- ヴァラエティ誌のチーフ映画批評家スコット・フォンダスは本作を高く評価し、「『悪の法則』がリドリー・スコットの最高傑作である理由」と記事名を付け、本作を1967年のジョン・ブアマン監督映画『殺しの分け前/ポイント・ブランク』と、脚本をデヴィッド・マメット、ハロルド・ピンター、クエンティン・タランティーノの作品と比較した[48]。また、「この映画は大胆でスリリングだ。主流のアメリカ映画ではほとんど見かけなくなった種類のものだ。観客・批評家の拒絶反応は、好みの多様化した現在において、本物の大胆さへのニーズがどれほど少なくなったかを示している」と書いた[48]。

### 興行収入
速報では、本作は初週に北米で860万から1300万ドルを稼ぐと予想された。金曜日に3,336の劇場で封切られ、320万ドルを稼いで興行収入ランキングで4位になり、初週に合計784万ドルを稼いだ。
日本においては、全国470スクリーンで公開され、公開第1週目の土日2日間で動員8万1961人、興収1億586万9000円を記録し、週間興行収入ランキング3位となった。

## ソフト化
日本では、20世紀フォックス・ホーム・エンターテイメント・ジャパンよりBlu-ray、DVDが発売。Blu-rayは2枚組で、公開当時R15+指定された劇場公開版と、劇場公開版では削られたウェストリーの首切断シーンや、宝石商との会話シーンのロングバージョンなどが追加され、マッカーシーが書いたオリジナル脚本を忠実に描いた無審査21分拡大版のエクステンデッド・エディション（英語音声・字幕のみ）の、合計2バージョンの本編とメイキングなどの映像特典が収録されている。またソフト発売に先行して、2014年3月5日にDigital HDでデジタル配信される。
- 【初回生産限定】悪の法則 ブルーレイ（2枚組、2014年4月2日発売）
  - 封入特典
    - ビジュアルブック
- 悪の法則 DVD（1枚組、2014年4月2日発売）
- 悪の法則　ブルーレイ（1枚組・廉価版、2014年12月19日発売）
- 悪の法則 DVD（1枚組・廉価版、2014年12月19日発売）

## 日本語訳
- コーマック・マッカーシー『悪の法則』黒原敏行 訳（早川書房、2013年10月）、ISBN 978-4-1520-9407-0